# 温迪·瓦瑟斯坦
温迪·瓦瑟斯坦（1950年10月18日—2006年1月30日）是一位美国剧作家。她生于一个犹太家庭， 曾担任康奈尔大学特聘教授。1989年，她获頒托尼奖最佳话剧獎和普利策戏剧奖。温迪·瓦瑟斯坦最終因淋巴瘤在紀念斯隆-凱特琳癌症中心去世，享年 55 岁。 